# Frédèric Petit
Frédèric Adolphe Petit (ur. 6 maja 1857 w Carnières, zm. 19 lutego 1947 w Caudry) – francuski łucznik, medalista olimpijski.
Petit wystartował na Letnich Igrzyskach Olimpijskich 1900 w Paryżu. Został dwukrotnym brązowym medalistą olimpijskim, zdobywając brąz w au chapelet i au cordon doré. W obu konkurencjach pokonali go wyłącznie Hubert Van Innis i Victor Thibault.